# Orphanomyces hungaricus
Orphanomyces hungaricus är en svampart som beskrevs av Vánky & M. Gönczöl 1978. Orphanomyces hungaricus ingår i släktet Orphanomyces och familjen Anthracoideaceae.   Inga underarter finns listade i Catalogue of Life.